# Teo Teocoli
Antonio Teocoli, detto Teo (Taranto, 25 febbraio 1945), è un comico, imitatore, cabarettista, attore e conduttore televisivo italiano.

## Biografia
Nasce a Taranto, dove il padre era stato trasferito per un breve periodo, da genitori reggini; poco dopo la sua nascita la famiglia ritorna a Reggio Calabria, dove cresce nel quartiere di Sbarre, precisamente nel Rione Marconi, fino all'età di 5 anni, quando la famiglia si stabilisce definitivamente a Milano.

### Gli esordi
Da adolescente si esibisce come cantante di rock and roll in locali di Milano, come il Santa Tecla, con il suo complesso, I Demoniaci. Nel 1965 ottiene un contratto discografico con la Dischi Ricordi, con cui debutta nello stesso anno con Una mossa sbagliata con il quale partecipa alla Caravella dei successi di Bari nello stesso anno. Qui conosce Wilma Goich, con cui si fidanza.
Nel 1966 entra a far parte dei Quelli (la futura Premiata Forneria Marconi), come voce solista, per poi uscirne nel 1967, dopo aver ottenuto un grande successo con Una bambolina che fa no no no ; accetta quindi l'offerta della casa discografica di Celentano formando un nuovo complesso, Teo e le vittime, con cui incide alcuni 45 giri.
Nello stesso anno prende parte al Festival della Canzone Napoletana, proponendo la ballata Carulina nun parte cchiù, eseguita in abbinamento con i Campanino; incide poi Le vitamine. Entra poi a far parte, nel 1969 a Roma, del cast italiano della commedia musicale Hair, insieme a Carlo De Mejo, Renato Zero, Loredana Bertè, Glen White e Ronnie Jones; l'anno successivo l'RCA Italiana pubblica l'album con le canzoni dello spettacolo.

### Dagli anni settanta agli anni novanta: il grande successo in televisione

Teocoli nei primi anni 80, tra Armando Celso e Giorgio Faletti, durante uno sketch comico nel Guazzabuglio di Antennatre

Nel decennio successivo esordisce come cabarettista al Derby di Milano, assieme ad altri noti comici quali Massimo Boldi, Cochi Ponzoni e Renato Pozzetto, Giorgio Faletti, Mauro Di Francesco; qui ha modo di conoscere Enzo Jannacci, autore poi della canzone Il dritto, ispirata alla sua storia (Teocoli abitava in una casa popolare al n. 3, e la descrizione del personaggio ricalca quello che lui era da giovane).
Continua la carriera di cantante, e nel 1976 pubblica il 45 giri E sorridi.../Atropos, in cui il lato A è una cover di I'm Easy di Keith Carradine (dal film Nashville di Robert Altman), con il testo in italiano scritto da Ricky Gianco.
Esordisce in televisione nel 1973 con una partecipazione di contorno nella trasmissione Il poeta e il contadino trasmesso da Rete 2, con Cochi e Renato, ma il successo arriverà su Antennatre insieme a Massimo Boldi nel programma Non lo sapessi ma lo so nel 1982. Dopo Drive In e Una rotonda sul mare, nel 1989 propone nella trasmissione Emilio il personaggio di Peo Pericoli (un tifoso del Milan).
Nel 1991 con Gene Gnocchi partecipa a Il gioco dei 9 ed è tra i protagonisti della sit-com I vicini di casa su Italia 1. Dal 2 dicembre 1991 al 6 gennaio 1992 conduce Striscia la notizia. Dal 9 febbraio al 3 maggio 1992 presenta su Italia 1 Scherzi a parte con Gene Gnocchi. Da sempre appassionato di sport, in particolare di calcio, essendo tifoso del Milan, dalla stagione 1992/1993 presenta Mai dire gol fino al 1995, quando verrà sostituito da Claudio Lippi. Nel 1996 conduce su Canale 5 il varietà Il boom insieme a Gene Gnocchi e Simona Ventura. Ripropone i suoi personaggi sportivi in EuroPeo, trasmesso su Italia 1 in occasione del Campionato europeo di calcio.

Teocoli con Simona Ventura nel 1996, durante la conduzione del programma Il Boom di Canale 5

Nel 1997 passa in Rai e conduce su Rai 1 il varietà Faccia tosta insieme a Wendy Windham. Nello stesso anno è uno dei protagonisti di Fantastica italiana. Dopo alcune partecipazioni alla trasmissione domenicale Quelli che il calcio, di e con Fabio Fazio, ne diviene ospite fisso nelle stagioni 1998-1999 e 1999-2000 con esilaranti personaggi come l'imitazione di Cesare Maldini e di Peppino Prisco. Nel febbraio 1999 insieme a Fabio Fazio e Orietta Berti conduce Sanremo Notte, l'appuntamento che accompagna la 49ª edizione del Festival. Nell'ottobre 1999 è ospite fisso di Adriano Celentano nella trasmissione Francamente me ne infischio e nello stesso anno riceve il Premio Regia Televisiva per il miglior personaggio maschile dell'anno.

### Anni 2000-2020
Nel 2000 affianca Fabio Fazio e Luciano Pavarotti nella conduzione del 50º Festival di Sanremo. Tornato successivamente a Mediaset, partecipa al varietà Italiani. Conduce poi una sola puntata di Paperissima con Natalia Estrada a causa di dissapori con i colleghi.
Conduce due edizioni di Scherzi a parte con Massimo Boldi, una insieme alla esordiente Michelle Hunziker e l'altra con Manuela Arcuri e Anna Maria Barbera; conduce lo show Il Teo - Sono tornato normale insieme ad Alba Parietti con poco successo; presenta insieme a Roberta Capua lo show estivo Sei un mito!. Voluto dal direttore di Rai 1 Fabrizio Del Noce, passa in RAI per condurre Affari tuoi ma la Endemol, casa produttrice del programma, non crede che sia idoneo a tale trasmissione e gli preferisce Pupo.
In RAI partecipa alla trasmissione Che tempo che fa in onda il sabato sera su Rai 3, a Rockpolitik su Rai 1 e alla Domenica Sportiva su Rai 2 nella stagione 2006-2007 condotta da Jacopo Volpi e nelle stagioni 2007-2008, 2008-2009 e 2009-2010 condotte da Massimo De Luca. Nella primavera del 2007 un suo show su Rai 1 non vedrà mai la luce e partecipa al programma condotto da Simona Ventura Colpo di genio, che però non ottiene il successo sperato e viene chiuso dopo solo due puntate.
Nel 2008 ha presentato al Festival di Sanremo la sua canzone Carta d'identità cantata con Tony Dallara, ma i due sono stati esclusi dalla commissione giudicatrice e hanno cantato la canzone nel mini-show di Fiorello Viva Radio Due minuti. Nel giugno 2008 partecipa a Notti Europee presentato da Jacopo Volpi, in occasione del Campionato europeo di calcio 2008. Molto attivo anche a teatro, è in tournée con Teo Teocoli show - Non ero previsto in palinsesto. Dall'ottobre 2009 diventa testimonial e commentatore sportivo per l'azienda Betfair Italia. Nel Festival di Sanremo, Teocoli duetta con Alexia e Mario Lavezzi nel brano "Biancaneve".
Nel 2014 entra a far parte del cast di concorrenti nel talent show condotto da Milly Carlucci Ballando con le stelle in coppia con Natalia Titova, ma si ritira dopo tre puntate per problemi fisici. Dal 28 novembre 2015 torna in tv, su Rai 3, con il programma Teo in the box, versione italiana del format Host in the box prodotto da Endemol. Il 31 dicembre 2016 conduce insieme ad Amadeus il programma L'anno che verrà su Rai 1 in diretta da Potenza. Torna ad esibirsi in televisione, in prima serata, nel novembre del 2021 partecipando a Zelig con il celebre personaggio di Felice Caccamo.
Nelle stagioni successive porta in tournée nazionale lo spettacolo teatrale Tutto Teo.

## Personaggi imitati
- Salvatore Adamo
- Gianni Agnelli
- Gabriele Albertini
- Luis Aragonés
- Giorgio Armani
- Mario Balotelli
- Roberto Bolle
- Cesare Cadeo
- Franco Califano
- Loris Capirossi
- Franco Carraro
- Adriano Celentano
- Ray Charles
- Gianni Clerici
- Bill Clinton
- Fedele Confalonieri
- Armando Cossutta
- Maurizio Costanzo
- Enrico Cuccia
- Héctor Cúper
- Tony Dallara
- Aurelio De Laurentiis
- Piero Fassino
- Vittorio Feltri
- Daniel Fonseca
- Gianfranco Funari
- Adriano Galliani
- Hulk Hogan
- Zlatan Ibrahimović
- Miguel Indurain
- Jovanotti
- Cesare Maldini
- Carlo Mazzone
- Massimo Moratti
- Max Pezzali
- Michel Platini
- Giuseppe Prisco
- Álvaro Recoba
- Keith Richards
- Cino Ricci
- Ronaldinho
- Valentino Rossi
- Franco Sensi
- Rino Tommasi
- Ersilio Tonini
- Claudia Vinciguerra
- Christian Vieri

## Personaggi immaginari di Teocoli

Teocoli nei panni di Felice Caccamo

- Felice Caccamo: è un giornalista sportivo napoletano. Apparso per la prima volta nel 1990 a Paperissima, divenne uno dei pilastri di Mai dire Gol. Compare con alle spalle un panorama del golfo di Napoli ed è raffigurato fulvo, con occhialoni stile anni sessanta, vestito con una giacca azzurra troppo stretta ed una cravatta che sembra trasparente, mostrando lo sfondo retrostante, in quanto è di colore uguale alla chroma key utilizzata nella ripresa. Il suo tormentone è Gira la palla, gira la palla, i suoi miti Bruno Pesaola, Corrado Ferlaino e Giuseppe Bruscolotti.
- Macho Camicho
- Il marocchino
- Peo Pericoli
- Il prete
- Il colonnello Eranio Stoppani
- Gianduia Vettorello
- Zobeide
- Il Ciurlo
- Il Muratore
- Harry Bellafronte
- Abelardo Norchis: è un cantante e chitarrista spagnolo senza una mano, persa durante una discussione con un ragazzo di Toledo (spiegazione data durante un'esibizione a Che tempo che fa con Fabio Fazio nel 2011),[11]  che suona usando una mano finta ed eseguendo un continuo barré (che lui chiama cascata di note); si è esibito varie volte accompagnato da Ossario (Armando Celso) cantando un loro arrangiamento di una canzone catalana, Don Toribio Carambola di Peret.[12]

## Discografia

### Singoli
- 1965: Una mossa sbagliata/Mi son svegliato (Dischi Ricordi, SRL 10.401)
- 1966: Una bambolina che fa no no no/Non ci sarò (Dischi Ricordi, SRL 10.443; con i Quelli)
- 1967: Carolina nu parte cchiù/Scapricciatello (Clan Celentano, ACC 24060)
- 1967: Le vitamine/Scapricciatello (Clan Celentano, ACC 24062)
- 1976: E sorridi.../Atropos (Blu Records, BLR 503)
- 1984: Gitana/Il guazzabuglio (CGD 10568)
- 1989: Por un beso me mareo/ Macho Camicho's band (Alpharecord, AR 3011)
- 1990: Te-O'/Te-O' (versione strumentale) (Five Record, FM 13268)

### Album
- 1970: Hair - versione italiana (RCA Italiana, PSL 10479; con Loredana Bertè, Renato Zero e il cast)

## Filmografia

Teocoli in Spaghetti a mezzanotte (1981)

### Cinema
- Paolo e Francesca, regia di Gianni Vernuccio (1971)
- Il giudice e la minorenne, regia di Franco Nucci (1974)
- Il padrone e l'operaio, regia di Steno (1975)
- L'Italia s'è rotta, regia di Steno (1976)
- Come ti rapisco il pupo, regia di Lucio De Caro (1976)
- Sturmtruppen, regia di Salvatore Samperi (1976)
- L'inquilina del piano di sopra, regia di Ferdinando Baldi (1977)
- Saxofone, regia di Renato Pozzetto (1978)
- Liquirizia, regia di Salvatore Samperi (1979)
- L'imbranato, regia di Mario Castellacci, Pier Francesco Pingitore (1979)
- Ciao marziano, regia di Pier Francesco Pingitore (1980)
- Una vacanza bestiale, regia di Carlo Vanzina (1981)
- L'onorevole con l'amante sotto il letto, regia di Mariano Laurenti (1981)
- Spaghetti a mezzanotte, regia di Sergio Martino (1981)
- Si ringrazia la regione Puglia per averci fornito i milanesi, regia di Mariano Laurenti (1982)
- Eccezzziunale... veramente, regia di Carlo Vanzina (1982)
- Sturmtruppen 2 - Tutti al fronte, regia di Salvatore Samperi (1982)
- Grandi magazzini, regia di Castellano e Pipolo (1986)
- I miei primi 40 anni, regia di Carlo Vanzina (1987)
- Missione eroica - I pompieri 2, regia di Giorgio Capitani (1987)
- I giorni del commissario Ambrosio, regia di Sergio Corbucci (1988)
- Abbronzatissimi, regia di Bruno Gaburro (1991)
- Croce e delizia, regia di Luciano De Crescenzo (1995)
- Papà dice messa, regia di Renato Pozzetto (1996)
- Bibo per sempre, regia di Enrico Coletti (2000)
- Bar Sport, regia di Massimo Martelli (2011)
- I 2 soliti idioti, regia di Enrico Lando (2012)
- Forever Young, regia di Fausto Brizzi (2016)

### Televisione
- Il balordo, regia di Pino Passalacqua (1978) - miniserie TV
- Diego 100% (1985) - serie TV
- Professione vacanze (1986) - miniserie TV, episodio 3: Un complicato intrigo di camere, donne e dritti
- I vicini di casa - serie TV (1991—1992)

## Programmi TV

Teocoli e Antonio Albanese nel 1994, rispettivamente nei panni di Peo Pericoli ed Epifanio a Mai dire Gol

- Il poeta e il contadino (Secondo Programma, 1973)
- Valentina, una ragazza che ha fretta (Rete 1, 1977)
- Profumo di classe (Rete 1, 1979)
- Saltimbanchi si muore (Rete 2, 1980)
- Tutto compreso (Rete 2, 1981)
- Non lo sapessi ma lo so (Antennatre, 1982)
- Il guazzabuglio (Antennatre, 1984)
- Grand Hotel (Canale 5, 1986)
- Drive In (Italia 1, 1986-1988)
- Una rotonda sul mare (Canale 5, 1989-1990)
- Emilio (Italia 1, 1989-1990)
- Pressing (Italia 1, 1990-1991)
- Il gioco dei 9 (Canale 5, 1990-1992)
- Mai dire Gol (Italia 1, 1990-1995)
- L'Odissea (Canale 5, 1991)
- I tre moschettieri (Canale 5, 1991)
- Striscia la notizia (Canale 5, 1991-1992)
- Scherzi a parte (Italia 1, 1992; Canale 5, 1993-1995, 2002-2003)
- Arrivederci Estate (Rete 4, 1993)
- Quelli che il calcio (Rai 3, 1993-1998; Rai 2, 1998-2001)
- Gran Galà della Musica (Canale 5, 1993)
- Prima notte con Pamela (Rete 4, 1993)
- Il boom (Canale 5, 1996)
- EuroPeo (Italia 1, 1996)
- Faccia tosta (Rai 1, 1997)
- Fantastica italiana (Rai 1, 1997)
- Sanremo - Vina del Mar: Ballando Bailando (Rai 1, 1997)
- DopoFestival - Sanremo notte (Rai 1, 1999-2000)
- Francamente me ne infischio (Rai 1, 1999)
- Comici (Italia 1, 1999)
- Festival di Sanremo (Rai 1, 2000)
- Paperissima - Errori in TV (Canale 5, 2002) 1ª puntata
- Il Teo - Sono tornato normale (Canale 5, 2004)
- Sei un mito (Canale 5, 2005)
- Che tempo che fa (Rai 3, 2005-2006)
- La domenica sportiva (Rai 2, 2006-2010)
- Colpo di genio (Rai 1, 2007)
- Ballando con le stelle (Rai 1, 2014) concorrente
- Techetechete' (Rai 1, 2015) Puntata 68
- Teo in the Box (Rai 3, 2015)
- L'anno che verrà (Rai 1, 2016)
- Premio Lelio Luttazzi (Rai 1, 2017)
- Che tempo che fa (Rai 3, 2019-2020; 2022-2023)
- Zelig (Canale 5, 2021)

## Riconoscimenti
- Ambrogino d'oro
  - 2006 – Ambrogino d'oro – Medaglia d'oro[13]

- Leggio d'oro
  - 2007 – Leggio d'oro per la voce televisiva[14]

- Premio Regia Televisiva
  - 1999 – Miglior personaggio maschile dell'anno
- Telegatto
  - 1999 – Miglior personaggio maschile dell'anno[15]